# Meridian (Mississippi)
Meridian város az USA Mississippi államában. Lakosainak száma 35 052 fő (2020. április 1.).

## Népesség
A település népességének változása:

| 2010 | 41 148 |
| 2020 | 35 052 |

## Híres személyek
- itt született George Wilson (1942–2023) olimpiai bajnok kosárlabdázó